# وحيد في المنزل 2: ضائع في نيويورك (لعبة فيديو)
وحيد في المنزل 2 :مفقود في نيويورك (بالإنجليزية: Home Alone 2: Lost In New York)‏ ، أنتجت اللعبة سنة 1992 في الولايات المتحدة الأمريكية، وتلعب للفرد الواحد، تعمل لأنظمة ألعاب فيديو مختلفة، ومنها : سيجا ميجا درايف ونينتندو إنترتينمنت سيستم وجيم بوي وغيرها .

## قصة
ضاع بطل اللعبة في نيويورك عندما بدأ حياته في المرحلة الأولى داخل المطار، ويواجه الصبي اللصان الشريران، اللذان يختطفان الصبي ليدخله إلى الطائرة لكي يبعد عنه بعيدا .

## وصلات خارجية
- (بالإنجليزية) Home Alone 2: Lost in New York sur جيم فاكس